# Oskarshamns Golfklubb
Oskarshamns Golfklubb är en golfklubb belägen i Skorpetorp cirka åtta kilometer från Oskarshamn i Småland.

## Historik
Klubben bildades 1973 under namnet Fliseryds Golfklubb. Banan byggdes i två etapper. De första nio hålen stod klara 1978. Därefter byggdes banan ut etappvis till 18 hål som stod färdiga 1986.

## Banan
Banan kategoriseras som en 18 håls park- och skogbana med par 70. Längden är 5325 meter (gul tee) och 4727 meter (röd tee). I anslutning till banan finns klubbhus med bland annat restaurang, shop och uthyrning av utrustning.